# Encarnación Ortiz
Encarnacion Ortiz alias “El Pachón” ( 1756 - 1821) fue un guerrillero mexicano de la Guerra de Independencia Mexicana, quien participó entre 1813 y 1821 en la zona central de México, aunque se acogió a la amnistía de 1820 y pasó al servicio de los realistas, tan pronto como se proclamó el Plan de Iguala se adhirió a este, culminando su vida en la última batalla de la guerra de independencia en el pueblo de Azcapotzalco.

## Biografía
Nacido en el rancho La Pachonda en el actual municipio de Los Pinos en Zacatecas, fue conocido junto a sus hermanos Matías y Fernando como “Los Pachones”. De su vida anterior a 1813 poco se conoce, ni siquiera su fecha de nacimiento, pero lo que sí se sabe es que fue analfabeto y de trato tosco. Sus primeras acciones militares fueron contra pequeños grupos realistas, pero llamó la atención a los miembros de la Junta de Zitácuaro quienes le encomendaron combatir a las fuerzas realistas en la zona de Guanajuato. Fue el 12 de enero de 1814 su primera acción de importancia, cuando se batió con el realista Díaz de Cosío en la villa de Encarnación con un resultado incierto, luego continuaron combatiendo con triunfos y derrotas.
En 1815 junto a sus hermanos y otros guerrilleros se apoderó de la Meseta de los Caballos en las cercanías del pueblo de San Felipe en Guanajuato donde aprovechando la condición natural del terreno forma el Fuerte de San Miguel el cual era uno de los varios puntos fortificados de los insurgentes en la zona, tomando como base este punto adopta la estrategia de patrullar las cercanías para luego atacar en emboscada a los grupos de realistas que hay en la zona y que escoltaban los cargamentos de plata provenientes de Zacatecas, logrando así cortar las comunicaciones y dejar sin fondos a los realistas, a la vez que adquiría fondos para la Junta de Zitácuaro. Por esas fechas instaló en el pueblo del Valle de San Francisco una fábrica de pólvora y una fundición de cañones.
En julio de 1817 el guerrillero español Francisco Xavier Mina llegó al fuerte. Ortiz y el padre Carmon, dirigentes del fuerte, le dan la bienvenida pero no los apoyos que esperaba, por lo que siguió su marcha.
Con la presión de Mina y Ortiz el gobierno virreinal mandó una partida para tomar el fuerte de San Miguel, presentándose el 4 de marzo de 1817. Esta partida fue rechazada por lo que debió reorganizarse y volver el día 10 con 1500 elementos, los cuales divididos en tres grupos, rodearon y lograron tomar el fuerte, aunque teniendo grandes pérdidas, estos masacran a todos los que cayeron en sus manos sin considerar edad o género. A esa masacre pocos escaparon entre ellos, los Pachones, quienes un mes después derrotaron a las fuerzas realistas, aunque ya no lograron volver a tomar el fuerte.
Es así que inició la vida errante del grupo, poco después la Junta de Gobierno se reorganiza en la ranchería de Zárate en Huetamo y ordena al coronel Juan Arago tomar el mando de las fuerzas insurgentes en sustitución del presbítero José Antonio Torres, Arago era un español que había venido en la expedición de Mina quien para las fechas había sido derrotado y estaba prisionero.
Torres se negó a aceptar el mando de un español y se unió a los Pachondos formando una fuerza de unos 1500 miembros, los cuales fueron derrotados por el coronel realista Anastasio Bustamante el 18 de abril de 1818. Torres se separó de Los Pachondos  y la Junta. Los Pachondos entonces se declararon partidarios de la Junta, llevando el ataque guerrillero hasta Tamaulipas de donde los realistas supieron por la confesión de prisioneros que había planes para que pasara a la Provincia de Texas. Encarnación entonces fue nombrado Comandante general de la Sierra Alta con el grado de coronel.
En 1820, Encarnación entró en pláticas con el cura Tiburcio Hincapié, quien le lleva los términos de su indulto, el cual aceptó el 15 de febrero de 1820 en el pueblo de Santa Cruz, donde además es nombrado capitán y se le dio el mando de una tropa realista de 50 hombres con la cual logró pacificar la zona. Se supone que aceptó el indulto para evitar que su pequeño hijo quien estaba prisionero de los realistas fuera dañado.
Es así como se dedica a la agricultura pero llega a oídos del Gral. realista Anastasio Bustamante la invitación de Agustín de Iturbide para unirse al Plan de Iguala, la cual aceptó e invitó a varios de los jefes realista e insurgentes de la zona como Encarnación y Miguel Borja. Encarnación rápidamente se unió y parte rumbo a la Ciudad de México con sus efectivos, a donde diferentes fuerzas realistas e insurgentes confluyen bajo la bandera del Ejército Trigarante, tomando las poblaciones cercanas a la Ciudad de México como Tepotzotlán, Huehuetoca, Ixtapaluca, Tacubaya, Coyoacán, Xochimilco, Chalco y Cuautitlán.
Es de esta que las fuerzas de Encarnación partieron rumbo al pueblo de Azcapotzalco para tomar parte en la Batalla de Azcapotzalco, última batalla de la guerra de independencia, el 19 de agosto de 1821. En este combate los realistas se refugiaron en el convento y la iglesia del pueblo, donde no lograron los miembros del Ejército Trigarante desalojar a las fuerzas realistas durante el día. Es así como a la tarde se retiraron y no queriendo dejar una pieza de artillería, Bustamante ordenó a Encarnación recuperarla. Este monta y se dirige al cañón para lazarlo para poder jalarlo y llevárselo, pero no logró su propósito y un tirador en el techo de la iglesia logró darle en la espalda, cayendo muerto en la plaza de armas, junto con otros 200 miembros de los ejércitos realistas y trigarantes.
Fue sepultado con los otros muertos de la batalla en el panteón de la parroquia de Azcapotzalco.

## Homenaje posterior
En 1910 su nombre se inscribió en el Monumento a la Independencia en el Paseo de la Reforma en la Ciudad de México. Una calle de la delegación Azcapotzalco lleva su nombre.